# Kurt Buchinger
Kurt Buchinger (* 16. September 1935 in Kaidling, Tschechoslowakei; † 27. Jänner 2019 in Horn) war ein österreichischer Politiker (ÖVP) und Bundesbeamter. Er war von 1964 bis 1993 Abgeordneter zum Landtag von Niederösterreich.

## Leben
Buchingers Familie wurde 1945 aus Mähren vertrieben, woraufhin Buchinger die Hauptschule in Retz abschloss. 1956 trat er in den Dienst des Bundesamts für Vermessungswesen. Er schloss sich 1949 der Österreichischen Jugendbewegung an und wurde 1952 deren Bezirksobmann. 1959 wurde er Mitglied der Landesjugendführung, zwischen 1962 und 1971 fungierte er als Landesobmann. Zudem war er von 1974 bis 1994 Landesobmann-Stellvertreter des ÖAAB und zwischen 1980 und 1990 Gemeinderat in Horn. Buchinger vertrat die ÖVP vom 19. November 1964 bis zum 7. Juni 1993 im Niederösterreichischen Landtag, wobei Buchinger zu diesem Zeitpunkt der längstgediente Landtagsabgeordnete Niederösterreichs war. Zudem hatte er ab 1974 die Funktion des Obmanns des Finanzkontrollausschusses inne. Buchinger war Ehrenobmann der ÖVP-Bezirksorganisation Horn. Er wurde am Ottakringer Friedhof bestattet.

## Auszeichnungen
- 1987: Großes Silbernes Ehrenzeichen für Verdienste um die Republik Österreich[3]